# Attaque de l'intercepteur du Kazakhstan
 (mars 2022).
 (mars 2022).
La mise en forme du texte ne suit pas les recommandations de Wikipédia : il faut le « wikifier ».
Les points d'amélioration suivants sont les cas les plus fréquents. Le détail des points à revoir est peut-être précisé sur la page de discussion.
- Les titres sont pré-formatés par le logiciel. Ils ne sont ni en capitales, ni en gras.
- Le texte ne doit pas être écrit en capitales (les noms de famille non plus), ni en gras, ni en italique, ni en « petit »…
- Le gras n'est utilisé que pour surligner le titre de l'article dans l'introduction, une seule fois.
- L'italique est rarement utilisé : mots en langue étrangère, titres d'œuvres, noms de bateaux, etc.
- Les citations ne sont pas en italique mais en corps de texte normal. Elles sont entourées par des guillemets français : « et ».
- Les listes à puces sont à éviter, des paragraphes rédigés étant largement préférés. Les tableaux sont à réserver à la présentation de données structurées (résultats, etc.).
- Les appels de note de bas de page (petits chiffres en exposant, introduits par l'outil «  Source ») sont à placer entre la fin de phrase et le point final[comme ça].
- Les liens internes (vers d'autres articles de Wikipédia) sont à choisir avec parcimonie. Créez des liens vers des articles approfondissant le sujet. Les termes génériques sans rapport avec le sujet sont à éviter, ainsi que les répétitions de liens vers un même terme.
- Les liens externes sont à placer uniquement dans une section « Liens externes », à la fin de l'article. Ces liens sont à choisir avec parcimonie suivant les règles définies. Si un lien sert de source à l'article, son insertion dans le texte est à faire par les notes de bas de page.
- La présentation des références doit suivre les conventions bibliographiques. Il est recommandé d'utiliser les modèles {{Ouvrage}}, {{Chapitre}}, {{Article}}, {{Lien web}} et/ou {{Bibliographie}}. Le mode d'édition visuel peut mettre en forme automatiquement les références.
- Insérer une infobox (cadre d'informations à droite) n'est pas obligatoire pour parachever la mise en page.

Pour une aide détaillée, merci de consulter Aide:Wikification.
Si vous pensez que ces points ont été résolus, vous pouvez retirer ce bandeau et améliorer la mise en forme d'un autre article.
 (mars 2022).
L'attaque de l'intercepteur du Kazakhstan est un terme se référant à un certificat racine lancé en 2015 par le gouvernement kazakh. Ce certificat racine vise à tracer et analyser les données des utilisateurs qui l'installent.
En 2015, le gouvernement kazakh créé un certificat racine ayant la capacité de permettre une cyberattaque de type « homme du milieu » et visant le trafic HTTPS des internautes du Kazakhstan. Ce certificat, décrit comme un certificat de « sécurité nationale », a permis au gouvernement kazakh d'intercepter, de déchiffrer et de re chiffrer tout trafic traité par les appareils des utilisateurs l'ayant installé,. 
En juillet 2019, le certificat est appelé certificat Trust Qaznet et est délivré par l'autorité de certification Qaznet Trust Network. Les fournisseurs d'accès internet kazakhs commencent alors à informer leurs utilisateurs que le certificat doit désormais être installé par tous les utilisateurs,,.
Les sites exploités par Google, Facebook et Twitter semblent faire partie des cibles initiales du gouvernement kazakh.
Le 21 août 2019, Mozilla et Google annoncent simultanément que leurs navigateurs respectifs, Firefox et Chrome n'accepteraient pas le certificat émis par le gouvernement, même si celui-ci était installé manuellement par les utilisateurs,. Chez Apple, des modifications semblables seront apportées au navigateur Safari. En date du 19 août 2019, Microsoft n'a apporté aucune modification à ses navigateurs. Il a cependant été précisé que le certificat émis par le gouvernement n'aurait aucun effet, à moins qu'un utilisateur ne l'installe manuellement.
En décembre 2020, le gouvernement kazakh tente de réintroduire le certificat racine une troisième fois. Les fournisseurs de navigateurs répliquèrent en annonçant qu'ils bloqueraient toute tentative en invalidant le certificat dans leurs navigateurs.